# Dark Skies (álbum)
Dark Skies es el quinto álbum de estudio de la banda estadounidense de metalcore Fit for a King. Fue lanzado el 14 de septiembre de 2018 a través de Solid State Records y fue producido por Drew Fulk.

## Lista de canciones
| N.º | Título                          | Duración |  |
| 1.  | «Engraved»                      | 4:56     |  |
| 2.  | «The Price of Agony»            | 4:47     |  |
| 3.  | «Backbreaker»                   | 2:50     |  |
| 4.  | «Anthem of the Defeated»        | 2:37     |  |
| 5.  | «When Everything Means Nothing» | 3:51     |  |
| 6.  | «Youth \| Division»             | 4:15     |  |
| 7.  | «Shattered Glass»               | 3:34     |  |
| 8.  | «Tower of Pain»                 | 4:29     |  |
| 9.  | «Debts of the Soul»             | 2:38     |  |
| 10. | «Oblivion»                      | 4:26     |  |

## Posicionamiento en lista
| Lista (2018)                          | Posición |
| ------------------------------------- | -------- |
| Estados Unidos (Billboard 200)        | 69       |
| Estados Unidos (Christian Albums)     | 2        |
| Estados Unidos (Top Hard Rock Albums) | 3        |
| Estados Unidos (Top Rock Albums)      | 6        |

## Personal
Fit for a King
- Ryan Kirby – voz principal
- Bobby Lynge – guitarras, coros
- Ryan "Tuck" O'Leary – bajo, voces aguda
- Jared Easterling – batería